# قزل (روسیه)
۵۱°۴۳′۱۱″ شمالی ۹۴°۲۶′۱۸″ شرقی / ۵۱٫۷۱۹۷۲°شمالی ۹۴٫۴۳۸۳۳°شرقی
قزل (به زبان تووایی و روسی: Кызы́л) از شهرهای فدراسیون روسیه و مرکز جمهوری تووا است. این نام در زبان تووایی (و دیگر زبان‌های ترک‌تبار) به معنی سرخ است. ساکنان این شهر ادعا دارند که شهرشان دقیقاً مرکز جغرافیایی قارهٔ آسیاست. واقعیت این امر مورد بحث است ولی یادمانی در این شهر بر پا شده که به سه زبان انگلیسی، روسی و تووایی بر روی آن نوشته «مرکز آسیا».

## نگارخانه

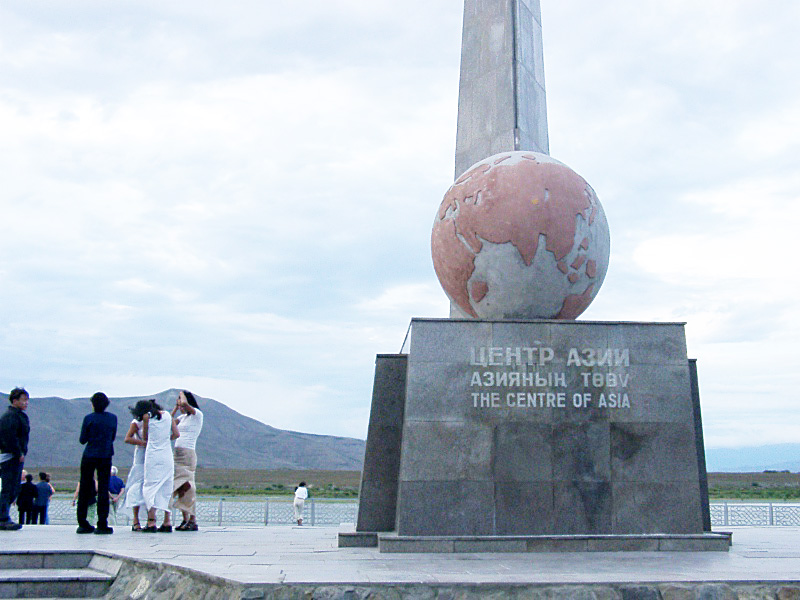
قزل، مرکز آسیا
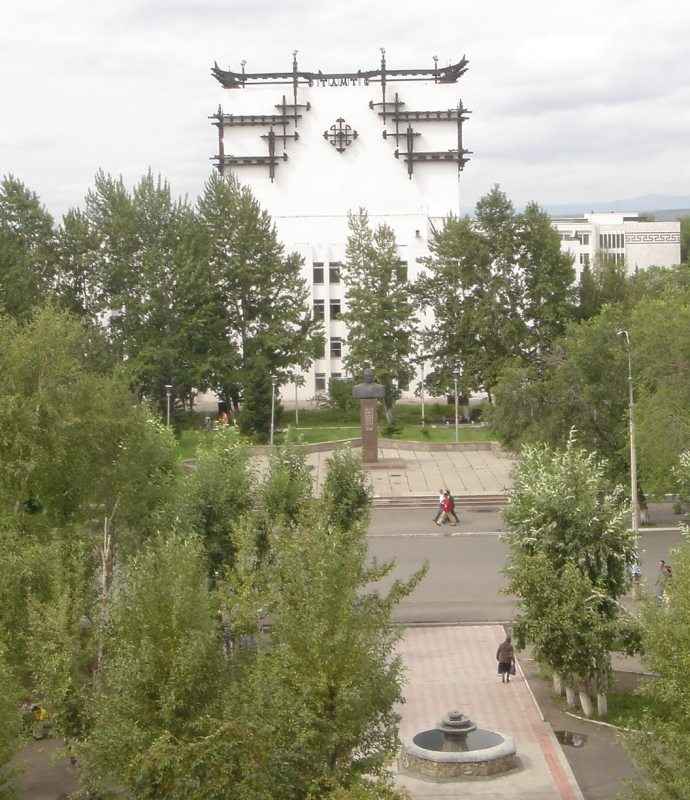
تئاتر موزیک درامای قزل
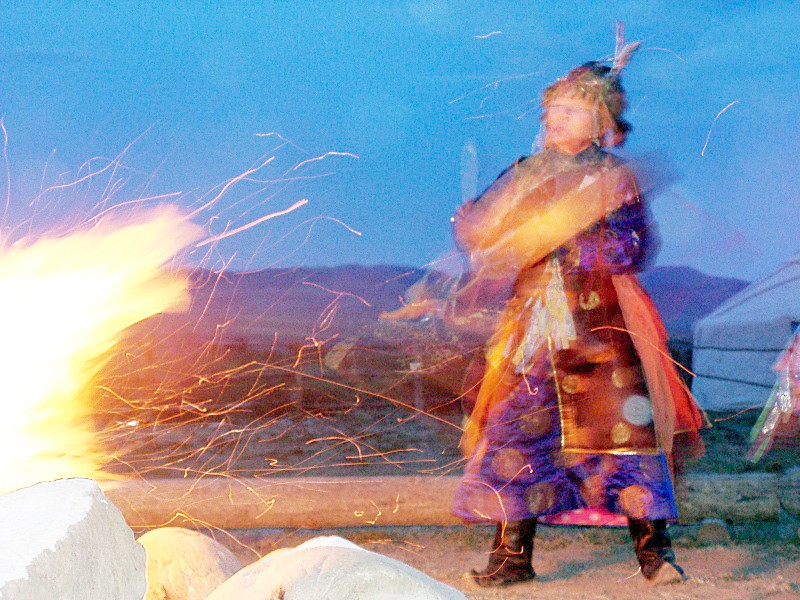
یک شمن در حال رقص نزدیک قزل